# The American Express
The American Express är en professionell golftävling på den amerikanska PGA Touren. Tävlingen har spelats årligen sedan 1960 i Coachella Valley i Kalifornien, och har arrangerats under senare tid i januari eller februari, och tillhör säsongens tidiga "West Coast Swing". Tävlingen gick tidigare under namnet CareerBuilder Challenge 2016–2018, Humana Challenge 2012 till 2015, och Bob Hope Classic innan dess.
Tävlingen reducerades 2012 till att spelas över 72 hål, istället för 90 hål som det var innan dess. Det är kvalgräns efter 54 hål, till skillnad från vanliga PGA Tourtävlingar där kvalgränsen är efter 36 hål. Tävlingen spelades förr på fyra olika golfbanor, men sedan 2012 roterar speldagarna mellan följande golfbanor:
- PGA West (Stadium course)
- PGA West (Nicklaus Tournament course)
- La Quinta Country Club.

Spelarna roterar mellan dessa tre banor under de första tre speldagarna, därav är kvalgränsen efter 54 hål. Sista 18 hålen spelas på PGA West (Stadium course).
The Clinton Foundation har varit i samarbete med PGA Tourtävlingen sedan sommaren 2011, men det rapporterades 2016 att samarbetet mellan parterna skulle avbrytas.

## Historia
Under 1950-talet spelades tävlingen Thunderbird Invitational på Thunderbird Country Club i Coachella Valley. Tävlingen hade redan då en stor popularitet bland Hollywoods stjärnor som brukade delta; även Dwight D. Eisenhower kom till golftävlingen, detta var 1954 då han fortfarande var president. Det var denna tävling som 1960 skulle bli en officiell PGA Tourtävling under namnet Palm Springs Desert Classic.
Tävlingen startades 1960 som Palm Springs Desert Classic, en upplaga Arnold Palmer vann. Innan 2012 var tävlingsformatet unikt på PGA Touren, då den spelades över 90 hål på fyra olika golfbanor. Bob Hope, som själv var en duktig golfspelare, adderade sitt namn i tävlingstiteln 1965. Under 1970-talet deltog flera stjärnor i tävlingens pro-am, däribland Gerald Ford, Frank Sinatra och på senare tid har Sugar Ray Leonard och Alice Cooper deltagit.
1995 var första gången en sittande president deltog i tävlingen. Bill Clinton, USA:s dåvarande president, spelade tillsammans med George H.W. Bush, Gerald Ford, Bob Hope samt den försvarande mästaren Scott Hoch. Under golfrundan träffade Bush två åskådare: en kvinna med sitt andra slag på det första hålet, samt en man på hål 14.
Startfältet består av 156 professionella spelare och har ingen öppen kvalificeringstävling där spelare kan kvala in i tävlingen. 

## Vinnare
| År                                                         | Spelare              | Resultat             | Mot par              | Segermarginal        | Runner(s)-up                                                                  |
| The American Express                                       | The American Express | The American Express | The American Express | The American Express | The American Express                                                          |
| ---------------------------------------------------------- | -------------------- | -------------------- | -------------------- | -------------------- | ----------------------------------------------------------------------------- |
| 2020                                                       |                      |                      |                      |                      |                                                                               |
| Desert Classic presented By Workday                        |                      |                      |                      |                      |                                                                               |
| 2019                                                       | Adam Long            | 262                  | -26                  | 1 slag               | Adam Hadwin, Phil Mickelson                                                   |
| CareerBuilder Challenge i samarbete med Clinton Foundation |                      |                      |                      |                      |                                                                               |
| 2018                                                       | Jon Rahm             | 266                  | -22                  | Särspel              | Andrew Landry                                                                 |
| 2017                                                       | Hudson Swafford      | 268                  | −20                  | 1 slag               | Adam Hadwin                                                                   |
| 2016                                                       | Jason Dufner         | 263                  | −25                  | Särspel              | David Lingmerth                                                               |
| Humana Challenge i samarbete med Clinton Foundation        |                      |                      |                      |                      |                                                                               |
| 2015                                                       | Bill Haas (2)        | 266                  | −22                  | 1 slag               | Charley Hoffman, Matt Kuchar, Park Sung-joon Brendan Steele, Steve Wheatcroft |
| 2014                                                       | Patrick Reed         | 260                  | −28                  | 2 slag               | Ryan Palmer                                                                   |
| 2013                                                       | Brian Gay            | 263                  | −25                  | Särspel              | Charles Howell III, David Lingmerth                                           |
| 2012                                                       | Mark Wilson          | 264                  | −24                  | 2 slag               | Robert Garrigus, John Mallinger, Johnson Wagner                               |
| Bob Hope Classic                                           |                      |                      |                      |                      |                                                                               |
| 2011                                                       | Jhonattan Vegas      | 333                  | −27                  | Särspel              | Bill Haas, Gary Woodland                                                      |
| 2010                                                       | Bill Haas            | 330                  | −30                  | 1 slag               | Tim Clark, Matt Kuchar, Bubba Watson                                          |
| 2009                                                       | Pat Perez            | 327                  | −33                  | 3 slag               | John Merrick                                                                  |
| Bob Hope Chrysler Classic                                  |                      |                      |                      |                      |                                                                               |
| 2008                                                       | D. J. Trahan         | 334                  | −26                  | 3 slag               | Justin Leonard                                                                |
| 2007                                                       | Charley Hoffman      | 343                  | −17                  | Särspel              | John Rollins                                                                  |
| 2006                                                       | Chad Campbell        | 335                  | −25                  | 3 slag               | Jesper Parnevik, Scott Verplank                                               |
| 2005                                                       | Justin Leonard       | 332                  | −28                  | 3 slag               | Tim Clark, Joe Ogilvie                                                        |
| 2004                                                       | Phil Mickelson (2)   | 330                  | −30                  | Särspel              | Skip Kendall                                                                  |
| 2003                                                       | Mike Weir            | 330                  | −30                  | 2 slag               | Jay Haas                                                                      |
| 2002                                                       | Phil Mickelson       | 330                  | −30                  | Särspel              | David Berganio, Jr.                                                           |
| 2001                                                       | Joe Durant           | 324                  | −36                  | 4 slag               | Paul Stankowski                                                               |
| 2000                                                       | Jesper Parnevik      | 331                  | −27                  | 1 slag               | Rory Sabbatini                                                                |
| 1999                                                       | David Duval          | 334                  | −26                  | 1 slag               | Steve Pate                                                                    |
| 1998                                                       | Fred Couples         | 332                  | −28                  | Särspel              | Bruce Lietzke                                                                 |
| 1997                                                       | John Cook (2)        | 327                  | −33                  | 1 slag               | Mark Calcavecchia                                                             |
| 1996                                                       | Mark Brooks          | 337                  | −23                  | 1 slag               | John Huston                                                                   |
| 1995                                                       | Kenny Perry          | 335                  | −25                  | 1 slag               | David Duval                                                                   |
| 1994                                                       | Scott Hoch           | 334                  | −26                  | 3 slag               | Lennie Clements, Jim Gallagher, Jr., Fuzzy Zoeller                            |
| 1993                                                       | Tom Kite             | 325                  | −35                  | 6 slag               | Rick Fehr                                                                     |
| 1992                                                       | John Cook            | 336                  | −24                  | Särspel              | Rick Fehr, Tom Kite, Mark O'Meara, Gene Sauers                                |
| 1991                                                       | Corey Pavin (2)      | 331                  | −29                  | Särspel              | Mark O'Meara                                                                  |
| 1990                                                       | Peter Jacobsen       | 339                  | −21                  | 1 slag               | Scott Simpson, Brian Tennyson                                                 |
| 1989                                                       | Steve Jones          | 343                  | −17                  | Särspel              | Paul Azinger, Sandy Lyle                                                      |
| 1988                                                       | Jay Haas             | 338                  | −22                  | 2 slag               | David Edwards                                                                 |
| 1987                                                       | Corey Pavin          | 341                  | −19                  | 1 slag               | Bernhard Langer                                                               |
| 1986                                                       | Donnie Hammond       | 335                  | −25                  | Särspel              | John Cook                                                                     |
| Bob Hope Classic                                           |                      |                      |                      |                      |                                                                               |
| 1985                                                       | Lanny Wadkins        | 333                  | −27                  | Särspel              | Craig Stadler                                                                 |
| 1984                                                       | John Mahaffey (2)    | 340                  | −20                  | Särspel              | Jim Simons                                                                    |
| Bob Hope Desert Classic                                    |                      |                      |                      |                      |                                                                               |
| 1983                                                       | Keith Fergus         | 335                  | −25                  | Särspel              | Rex Caldwell                                                                  |
| 1982                                                       | Ed Fiori             | 335                  | −25                  | Särspel              | Tom Kite                                                                      |
| 1981                                                       | Bruce Lietzke        | 335                  | −25                  | 2 slag               | Jerry Pate                                                                    |
| 1980                                                       | Craig Stadler        | 343                  | −17                  | 2 slag               | Tom Purtzer, Mike Sullivan                                                    |
| 1979                                                       | John Mahaffey        | 343                  | −17                  | 1 slag               | Lee Trevino                                                                   |
| 1978                                                       | Bill Rogers          | 339                  | −21                  | 2 slag               | Jerry McGee                                                                   |
| 1977                                                       | Rik Massengale       | 337                  | −23                  | 6 slag               | Bruce Lietzke                                                                 |
| 1976                                                       | Johnny Miller (2)    | 344                  | −16                  | 3 slag               | Rik Massengale                                                                |
| 1975                                                       | Johnny Miller        | 339                  | −21                  | 3 slag               | Bob Murphy                                                                    |
| 1974                                                       | Hubert Green         | 341                  | −19                  | 2 slag               | Bert Yancey                                                                   |
| 1973                                                       | Arnold Palmer (5)    | 343                  | −17                  | 2 slag               | Johnny Miller, Jack Nicklaus                                                  |
| 1972                                                       | Bob Rosburg          | 344                  | −16                  | 1 slag               | Lanny Wadkins                                                                 |
| 1971                                                       | Arnold Palmer (4)    | 342                  | −18                  | Särspel              | Raymond Floyd                                                                 |
| 1970                                                       | Bruce Devlin         | 339                  | −21                  | 4 slag               | Larry Ziegler                                                                 |
| 1969                                                       | Billy Casper (2)     | 345                  | −15                  | 3 slag               | Dave Hill                                                                     |
| 1968                                                       | Arnold Palmer (3)    | 348                  | −12                  | Särspel              | Deane Beman                                                                   |
| 1967                                                       | Tom Nieporte         | 349                  | −11                  | 1 slag               | Doug Sanders                                                                  |
| 1966                                                       | Doug Sanders         | 349                  | −11                  | Särspel              | Arnold Palmer                                                                 |
| 1965                                                       | Billy Casper         | 348                  | −12                  | 1 slag               | Tommy Aaron, Arnold Palmer                                                    |
| Palm Springs Golf Classic                                  |                      |                      |                      |                      |                                                                               |
| 1964                                                       | Tommy Jacobs         | 353                  | −7                   | Särspel              | Jimmy Demaret                                                                 |
| 1963                                                       | Jack Nicklaus        | 345                  | −13                  | Särspel              | Gary Player                                                                   |
| 1962                                                       | Arnold Palmer (2)    | 342                  | −17                  | 3 slag               | Jay Hebert, Gene Littler                                                      |
| 1961                                                       | Billy Maxwell        | 345                  | −14                  | 2 slag               | Doug Sanders                                                                  |
| Palm Springs Desert Golf Classic                           |                      |                      |                      |                      |                                                                               |
| 1960                                                       | Arnold Palmer        | 338                  | −20                  | 3 slag               | Fred Hawkins                                                                  |

## Flerfaldiga vinnare
Åtta spelare hade vunnit tävlingen mer än en gång (2017).
- 5 vinster
  - Arnold Palmer: 1960, 1962, 1968, 1971, 1973
- 2 vinster
  - Billy Casper: 1965, 1969
  - John Cook: 1992, 1997
  - Bill Haas: 2010, 2015
  - John Mahaffey: 1979, 1984
  - Phil Mickelson: 2002, 2004
  - Johnny Miller: 1975, 1976
  - Corey Pavin: 1987, 1991